# Transport ferroviaire au Niger
Plan
Le transport ferroviaire au Niger est inexistant, mais les travaux pour la réalisation d'une voie ferrée de Niamey à Cotonou ont débuté en avril 2014.

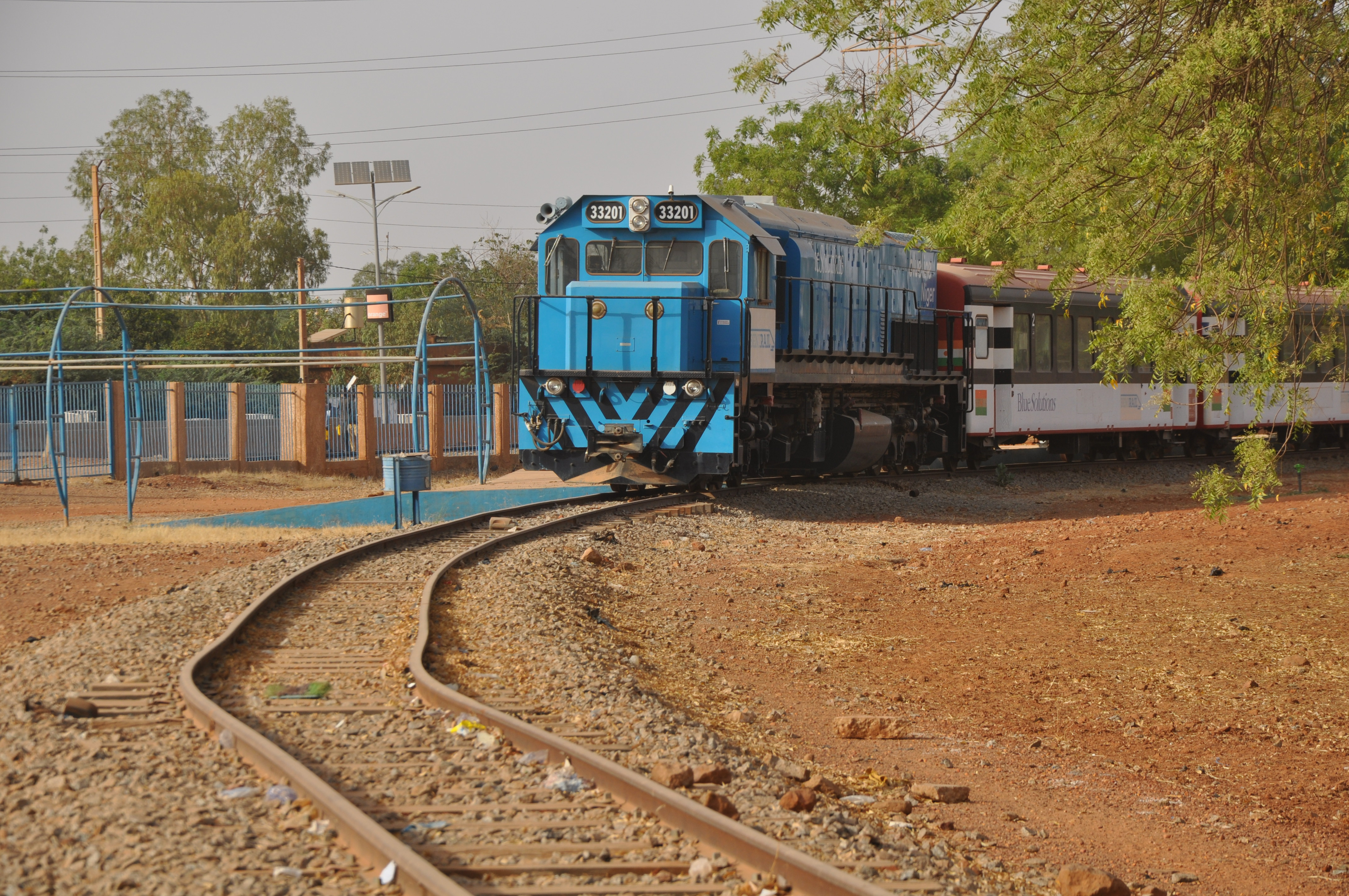
La gare ferroviaire de Niamey "Terminus"

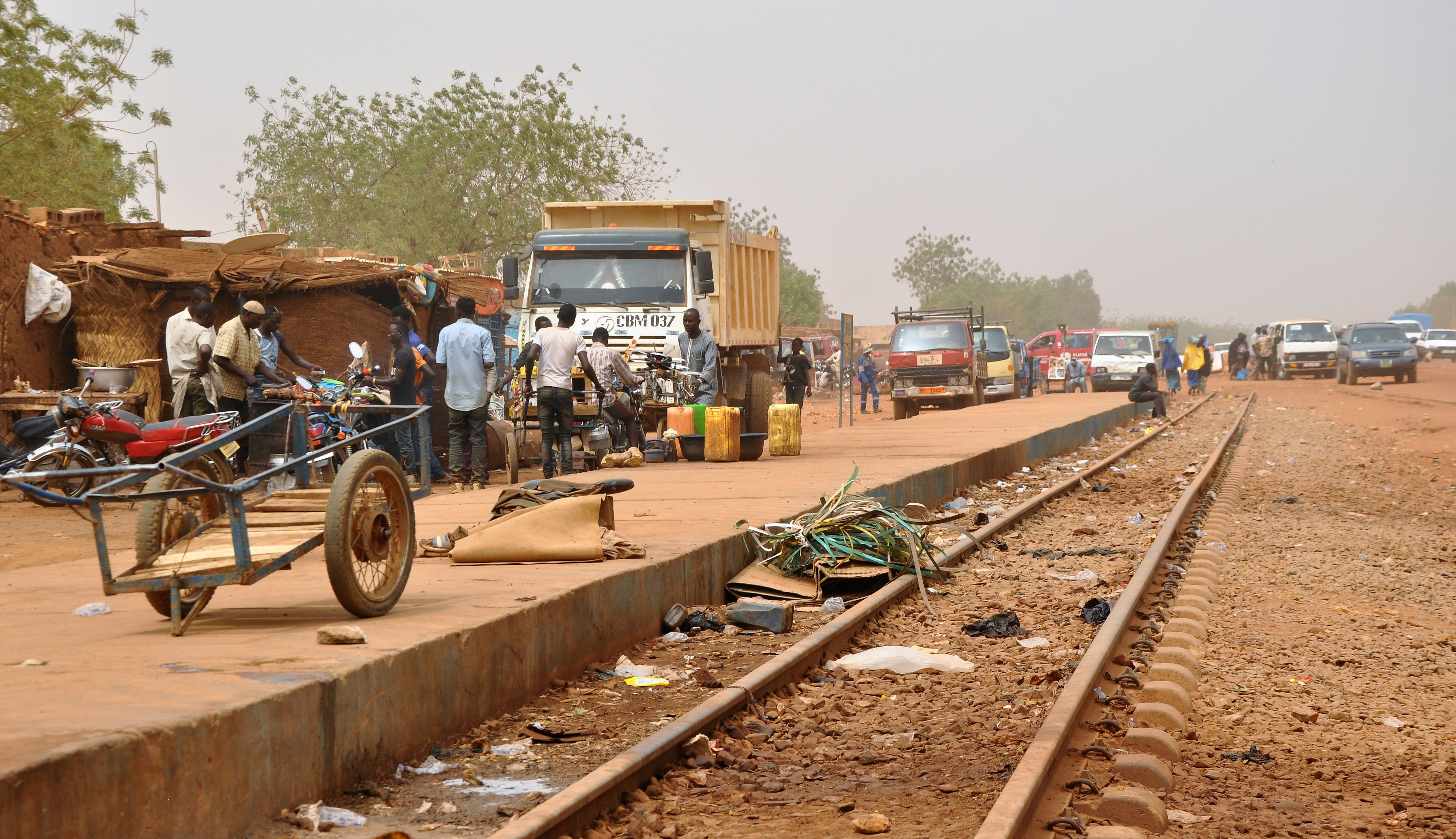
La gare "Aéroport"

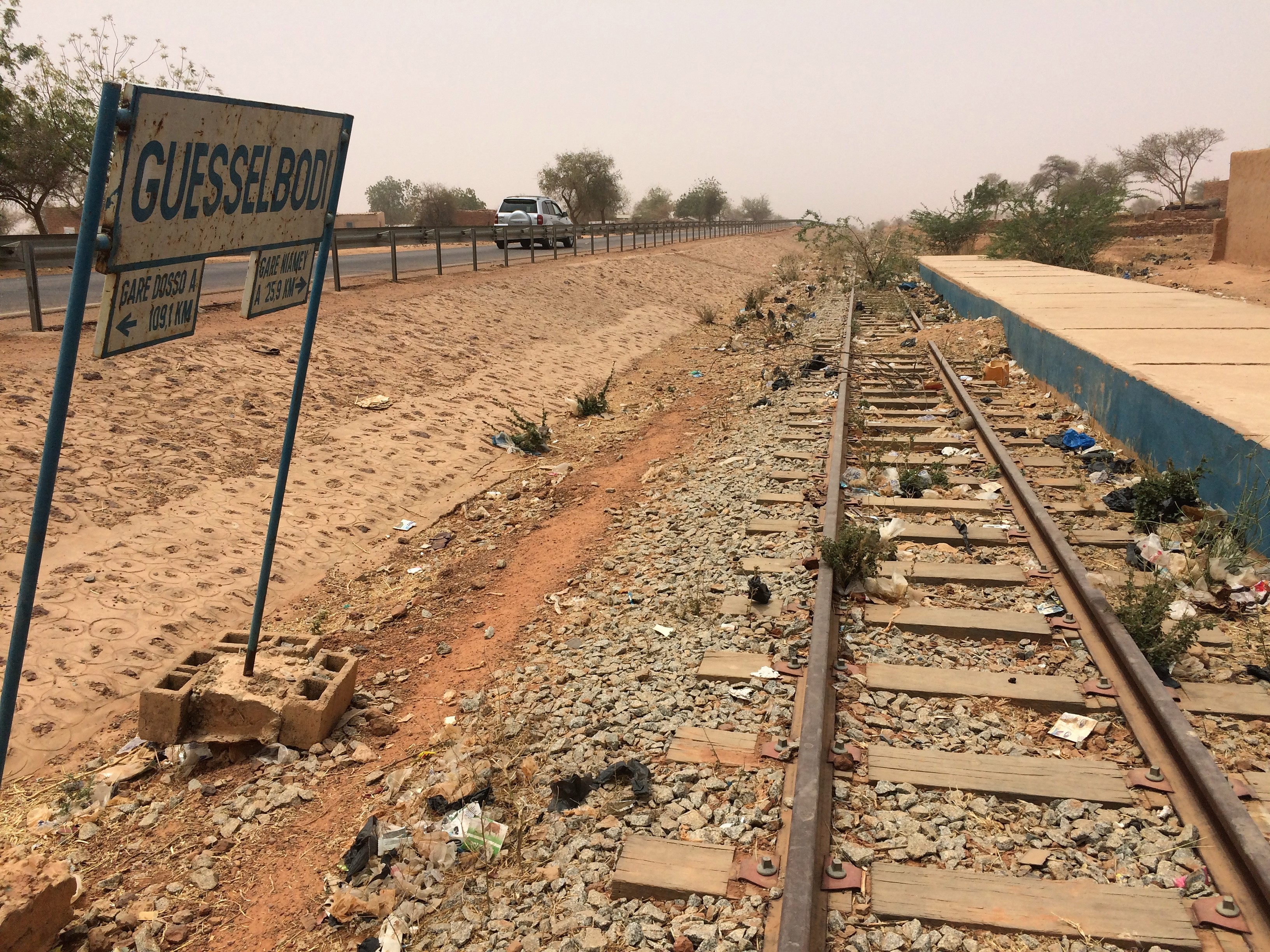
La gare de Guesselbodi

## Histoire
Il n'y a jamais eu de réseau ferroviaire au Niger, car les projets de constructions de lignes de chemin de fer, pendant la période coloniale, ont été interrompus avant le passage de la frontière. En 1936, une ligne prévue au sud a été arrêtée à Parakou au Bénin et la ligne de la Régie des chemins de fer Abidjan-Niger n'a pas dépassé Ouagadougou dans l'actuel Burkina Faso.
En novembre 2013, les présidents du Niger et du Bénin signent un protocole d'accord pour la réalisation de l'ancien projet de Niamey à Cotonou en réalisant une voie ferrée entre Niamey et Parakou, actuel terminus du tronçon de Parakou au port de Cotonou. Une société mixte plurinationale est créée, son capital de 107 millions d'euros étant partagé entre les deux États, des privés des deux pays et le groupe Bolloré qui prend en charge l'intégralité du coût de cette réalisation, évaluée à 1,07 milliard d'euros. Le chantier de la nouvelle ligne, longue de 574 km, est prévu pour être achevé en 2016 au rythme d'un kilomètre par jour.
Cette réalisation doit permettre de transférer sur le rail une partie du transport routier existant déjà entre Niamey et le port de Cotonou. Elle doit s'inclure dans un projet plus vaste, dite « Boucle ferroviaire en Afrique de l'Ouest », d'une ligne de 2 800 km reliant Abidjan, en Côte d'Ivoire à Cotonou.
Pour l'inauguration du début des travaux à Niamey, le 7 avril 2014, on a construit les installations d'accueil de la gare de Niamey, première gare ferroviaire du pays, et un tronçon de voie long de 500 mètres sur lequel a circulé le train inaugural où avait pris place les personnalités.
Cependant, en mars 2018, le projet semble compromis.